# Swiss Leaks

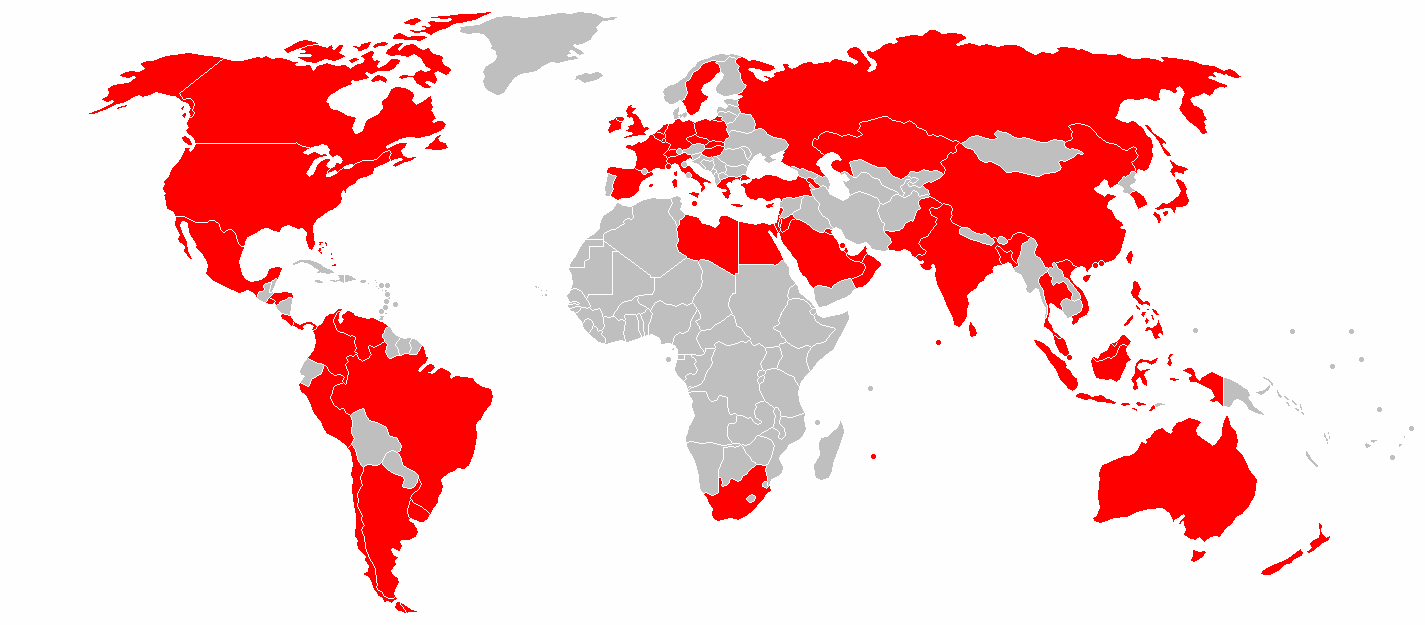
Países em que o HSBC operava em 2018.

Swiss Leaks (ou SwissLeaks) é uma investigação jornalística de um gigantesco esquema de evasão fiscal alegadamente operado com o conhecimento e encorajamento do banco multinacional britânico HSBC através de sua subsidiária suíça, o HSBC Private Bank (Suisse).
Os jornalistas revelaram que 180,6 bilhões de euros foram movimentados em contas mantidas no HSBC, em Genebra, por mais de 100 000 clientes e 20 000 empresas offshore, entre novembro de 2006 e março de 2007. Os dados desse período se originam de arquivos roubados do HSBC Private Bank por um ex-funcionário, o engenheiro de software Hervé Falciani. Estes mesmos arquivos foram entregues às autoridades da França no final de 2008. As informações divulgadas estão sendo consideradas "o maior vazamento da história dos bancos suíços."
Em fevereiro de 2015, o website do International Consortium of Investigative Journalists (ICIJ) divulgou a informação sobre as contas na Suíça, com o título de Swiss Leaks: Murky Cash Sheltered by Bank Secrecy  (Swiss Leaks: Dinheiro escuso protegido pelo sigilo bancário). A investigação foi feita por mais de 130 jornalistas  em  45 países, incluindo França (Paris), Estados Unidos (Washington) e Suíça (Genebra).
O ICIJ considera que o banco obteve lucros ao abrigar  dinheiro de sonegadores fiscais e outros transgressores de leis.

## Brasil
O número de clientes residentes no Brasil chega a 8 867 e são titulares de 6 606 dessas contas do HSBC, cujo saldo total, no final de 2013, estava em torno  de 7 bilhões de dólares. Segundo o jornalista brasileiro Fernando Rodrigues, que recebeu do ICIJ a lista de clientes brasileiros do HSBC, as informações sobre essas contas foram passadas às autoridades brasileiras para que seja apurado  se houve  ilegalidade nessas operações bancárias ou se os valores envolvidos foram devidamente declarados à Receita Federal do Brasil. O Brasil é o 4.º país em número de clientes envolvidos.